# B.J. McKie
Bjorn Aubre McKie, detto B.J. (Norfolk, 7 aprile 1977), è un ex cestista statunitense.

## Carriera
Guardia  con una forte attitudine ad attaccare il canestro, come dimostrano i tanti falli subiti in carriera, McKie ha frequentato il college della Carolina del Sud. Il suo esordio sui parquet europei è avvenuto con la maglia cipriota del Keravnos Nicosia, seguita da un biennio in Germania, tra Gießen 46ers e TBB Trier. È arrivato in Legadue nel 2005-06, durante la quale McKie ha militato nelle file della Zarotti Imola, diventando un idolo dei tifosi romagnoli a suon di punti e formando un'ottima coppia con il panamense Michael Hicks. I due contribuiscono al raggiungimento dei playoff da parte di Imola, che viene però eliminata ai quarti di finale da Rieti.
Dopo aver sfiorato durante la stagione 2006-07 la promozione in Serie A con la Pepsi Caserta, è passato per la stagione 2007-08 all'Edimes Pavia, proprio la stessa squadra che nell'aprile del 2007 negò alla sua Pepsi la promozione, infliggendole un'inaspettata sconfitta all'ultima giornata. Malgrado McKie si sia tolto la soddisfazione di battere proprio la Pepsi in casa (ma al ritorno le cose andarono diversamente, con i casertani che batterono Pavia) la stagione non è delle più felici per lui, tagliato prima della fine del campionato, e per la stessa Edimes che non raggiungerà i playoff.
Nell'estate 2008, pur essendo stato vicino ad un ritorno in casacca imolese, McKie firma un contratto con gli israeliani del Maccabi Haifa.

## Palmarès
- McDonald's All-American Game (1995)